# Зеленогорское сельское поселение (Крым)
Зеленогорское се́льское поселе́ние (укр. Зеленогірське сільське́ посе́лення, крымскотат. Эфендикой кой юрту, Efendiköy köy yurtu) — муниципальное образование в Белогорском районе Республики Крым России.
Административный центр — село Зеленогорское.

## География
Расположено в юго-западной части Белогорского района, в долине реки Сарысу (левого протока Биюк-Карасу) во Внутренней гряде Крымских гор и в предгорьях Главной гряды.

## Население
| 2001  | 2014  | 2015  | 2016  | 2017  | 2018  | 2019  |
| ----- | ----- | ----- | ----- | ----- | ----- | ----- |
| 4760  | ↘4607 | ↗4610 | ↘4597 | ↘4580 | ↘4541 | ↘4506 |
| 2020  | 2021  |       |       |       |       |       |
| ↗4516 | ↗4888 |       |       |       |       |       |

## Состав
В состав сельского поселения входят 10 населённых пунктов:
| №  | Населённый пункт | Тип населённого пункта       | Население |
| -- | ---------------- | ---------------------------- | --------- |
| 1  | Зеленогорское    | село, административный центр | ↘1877     |
| 2  | Александровка    | село                         | ↗595      |
| 3  | Балки            | село                         | ↘730      |
| 4  | Межгорье         | село                         | ↘327      |
| 5  | Новогригорьевка  | село                         | ↘153      |
| 6  | Новоклёново      | село                         | ↘788      |
| 7  | Овражки          | село                         | ↘36       |
| 8  | Пасечное         | село                         | ↘50       |
| 9  | Пчелиное         | село                         | ↘12       |
| 10 | Яковлевка        | село                         | ↘39       |

## История
В 1953 году был образован Зеленогорский сельский совет.
На 15 июня 1960 года в его составе числились сёла:

| - Александровка - Балки - Благода́тное - Зеленогорское | - Камышо́вка - Новиково - Новогригорьевка - Новоклёново | - Прудки́ - Чернока́менка - Южноозёрное - Яковлевка |

Статус и границы Зеленогорского сельского поселения установлены Законом Республики Крым от 5 июня 2014 года № 15-ЗРК «Об установлении границ муниципальных образований и статусе муниципальных образований в Республике Крым».